# Rodzinna gorączka śródziemnomorska
Rodzinna gorączka śródziemnomorska (ang. Familial Mediterranean fever, FMF) – uwarunkowana genetycznie ogólnoustrojowa choroba, jako pierwsza zaliczona do grupy chorób autozapalnych.
U jej podłoża leżą mutacje genu MEFV, zlokalizowanego na krótkim ramieniu chromosomu 16 w locus p13.3, który koduje złożone z 781 aminokwasów białko pyrynę (marenostrynę). Ustaliły to w 1997 roku dwa niezależne zespoły badawcze.
Choroba charakteryzuje się epizodami gorączki z towarzyszącymi bólami brzucha, bólem i obrzękiem stawów, bólem zamostkowym. Choroba dotyczy głównie ludzi pochodzących z obszaru Morza Śródziemnego i Bliskiego Wschodu. Rodzinna gorączka śródziemnomorska jest dziedziczona w sposób autosomalny recesywny.

## Leczenie
Od lat 70. XX wieku kolchicyna podawana doustnie lub dożylnie, jest podstawowym lekiem stosowanym w
rodzinnej gorączce śródziemnomorskiej. Działanie tego leku łagodzi lub eliminuje ataki choroby, normalizuje stan zapalny pomiędzy atakami i zapobiega rozwojowi lub postępowi amyloidozy.
Kolchicynę stosuje się w dawkach 0,03 mg/kg masy ciała/dobę (dawka maksymalna 3 mg na dobę). To leczenie musi być stale przyjmowane przez całe życie.
Objawowo można, podczas ataku, zastosować niesteroidowy lek przeciwzapalny.
Przy nietolerancji kolchicyny, nie ma równie skutecznego leku alternatywnego.
Anakinra, interferon alfa i selektywne inhibitory wychwytu zwrotnego serotoniny (SSRI) wykazały  obiecujące  wyniki  w  wypadku  niektórych  chorych.
Regularne monitorowanie stężenia białka amyloidu w surowicy (SAA) jest zalecane. W wypadku powstania krańcowej przewlekłej niewydolności nerek stosuje się leczenie nerkozastępcze.